# マルタとマグダラのマリア (カラヴァッジョ)
『マルタとマグダラのマリア』（伊: Marta e Maria Maddalena, 英: Martha and Mary Magdalene）あるいは『マリアを叱責するマルタ』（Martha Reproving Mary）、『マグダラのマリアの回心』（Conversion of the Magdalene）、『アルツァガ・カラヴァッジョ』（Alzaga Caravaggio）は、イタリアのバロック期の巨匠ミケランジェロ・メリージ・ダ・カラヴァッジョが1598年頃に制作した絵画である。油彩。キリスト教の聖人であるマグダラのマリアを主題としている。現在はミシガン州デトロイトのデトロイト美術館に所蔵されている。

## 主題
『新約聖書』によると、マグダラのマリアはイエス・キリストに7つの悪霊を追い払ってもらい、キリストの磔刑に立ち会い、復活を目撃したとされる。マグダラのマリアは「ルカによる福音書」7章36節以下で言及されているキリストの足に香油を塗った女性、「ヨハネによる福音書」11章2節で言及されているベタニアのマルタの妹でラザロの姉のマリアと同一視されたため、香油壺はマグダラのマリアの典型的なアトリビュートになった。またしばしばマルタとともに描かれた。この場合、マグダラのマリアは回心する前の豪華に着飾った姿で描かれ、マルタに虚栄（Vanity）を責められる。

## 作品

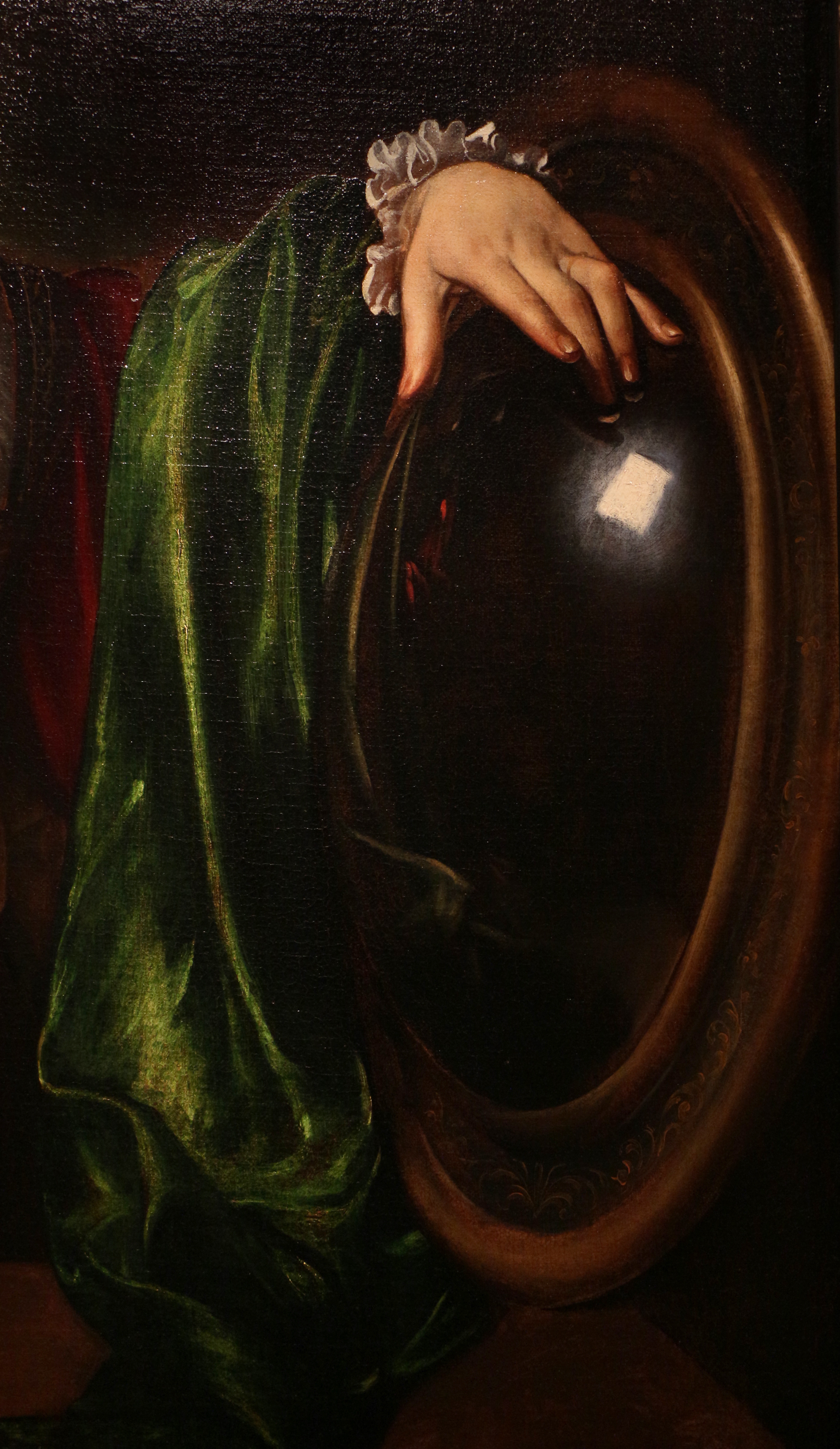
ヴェネツィア風の鏡。鏡は虚栄のアトリビュート。

絵画には『新約聖書』に登場する姉妹マルタとマグダラのマリアが描かれている。慎み深い服装をした姉マルタはマリアのふしだらな生活を非難し、キリストの美徳ある生活に改めようとしている。画面左のマルタは顔に影を落として前かがみになり、指でキリストの奇跡を数え上げながら画面右のマリアと熱心に議論している。マリアは左手で彼女が諦めることになる虚栄を象徴する鏡を持ちながら、右手の指の間でオレンジ色の花をクルクル回している。イメージの持つ力強さはマリアの回心する瞬間を捉えた彼女の顔にある。カラヴァッジョにとって大きな挑戦であったのは、マグダラのマリアの意識が転換する瞬間を物理的ではなく精神的なものとして表現する必要があった点である。カラヴァッジョはマグダラのマリアを照らす光を巧みに操作して、神の啓示を表す超自然的な輝きを彼女に与えることでこれを解決した。
姉妹の前を横切るきめの細かいテーブルには3点のオブジェが置かれているが、その中で最も目立っているのはヴェネツィア様式の鏡である。鏡は室内の彼女を照らす光の光源である長方形の窓を映しており、彼女の中指が窓の映った場所を指している。他の2つは象牙の櫛とスポンジの入った皿である。この皿はヴェネツィア人によってスポンザロール（sponzarol）と呼ばれたもので、ここではアラバスター製のものが描かれている。

### モデル
本作品はカラヴァッジョが枢機卿フランチェスコ・マリア・デル・モンテの側近であった1598年から1599年の作品である。デル・モンテ枢機卿のために制作されたカラヴァッジョの絵画は2つのグループに分類され、1つは少年や若者がいずれも少し窮屈な室内シーンに登場する『奏楽者たち』（I musici）、『リュート奏者』（Suonatore di liuto）、『バッカス』（Bacco）などの世俗的なジャンルの作品であり、もう1つは『エジプトへの逃亡中の休息』（Riposo durante la fuga in Egitto）や『聖フランシスコの法悦』（San Francesco in estasi）などの宗教的なジャンルの作品である。宗教画の中には、同じ2人の女性モデルをともに、または単独で描いた4点の作品群があった。モデルはデル・モンテ宮殿や他の裕福で力のある芸術のパトロンを頻繁に訪れていた、アンナ・ビアンキーニとフィリデ・メランドローニという2人の有名な高級娼婦であった。アンナは1597年頃の『悔悛するマグダラのマリア』（La Maddalena penitente）においてマグダラのマリアとして初めて描かれた。フィリデは同年にデル・モンテ枢機卿の友人で美術愛好家でもあった銀行家ヴィンチェンツォ・ジュスティニアーニのために制作された、世俗的な『遊女の肖像』（Ritratto di Fillide Melandroni）に描かれた。続いてカラヴァッジョは1598年に再びフィリデを『アレクサンドリアの聖カタリナ』（Santa Caterina d'Alessandria）として描き、知性と精神性に満ちた美しさを捉えた。さらに本作品では2人はともに描かれており、フィリデはマリア役に完璧にフィットしており、アンナは影に覆われて灰色がかっているが、マルタとして強い存在感を示している。

本作品と同じモデルを使ったカラヴァッジョの作品
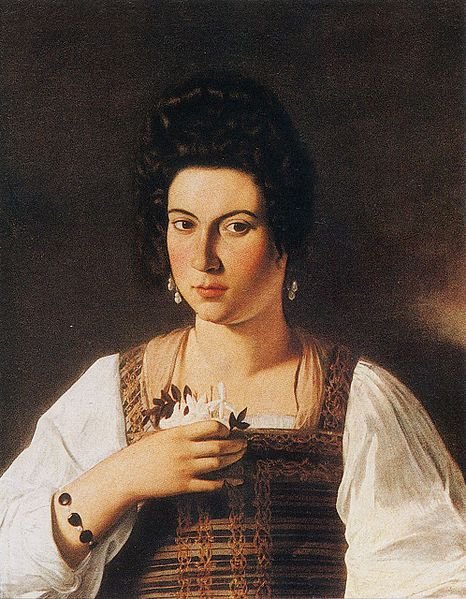
『遊女の肖像』（フィリデ・メランドローニ）1597年 ボーデ博物館所蔵
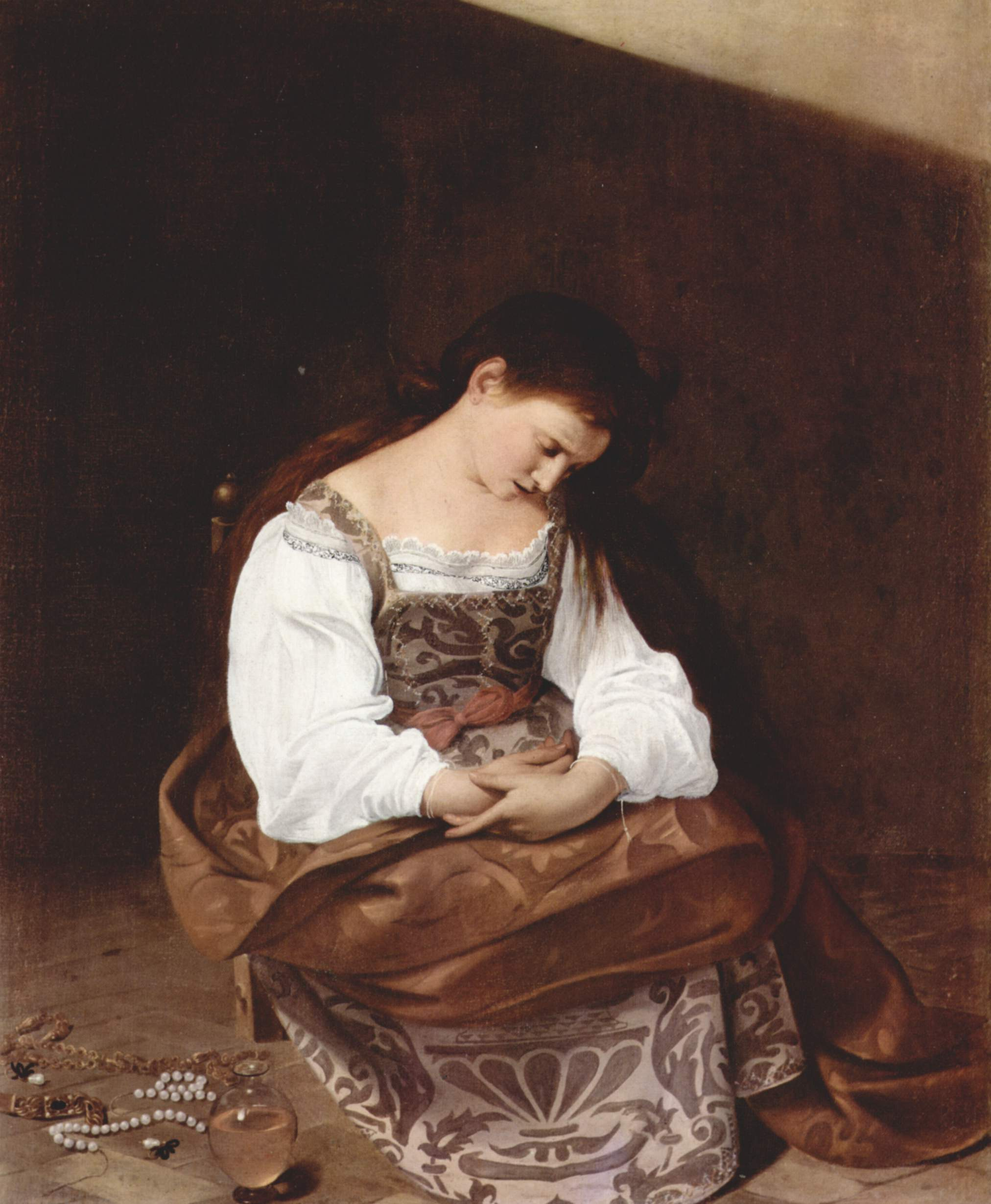
『悔悛するマグダラのマリア』（アンナ・ビアンキーニ）1597年頃 ドーリア・パンフィーリ美術館所蔵
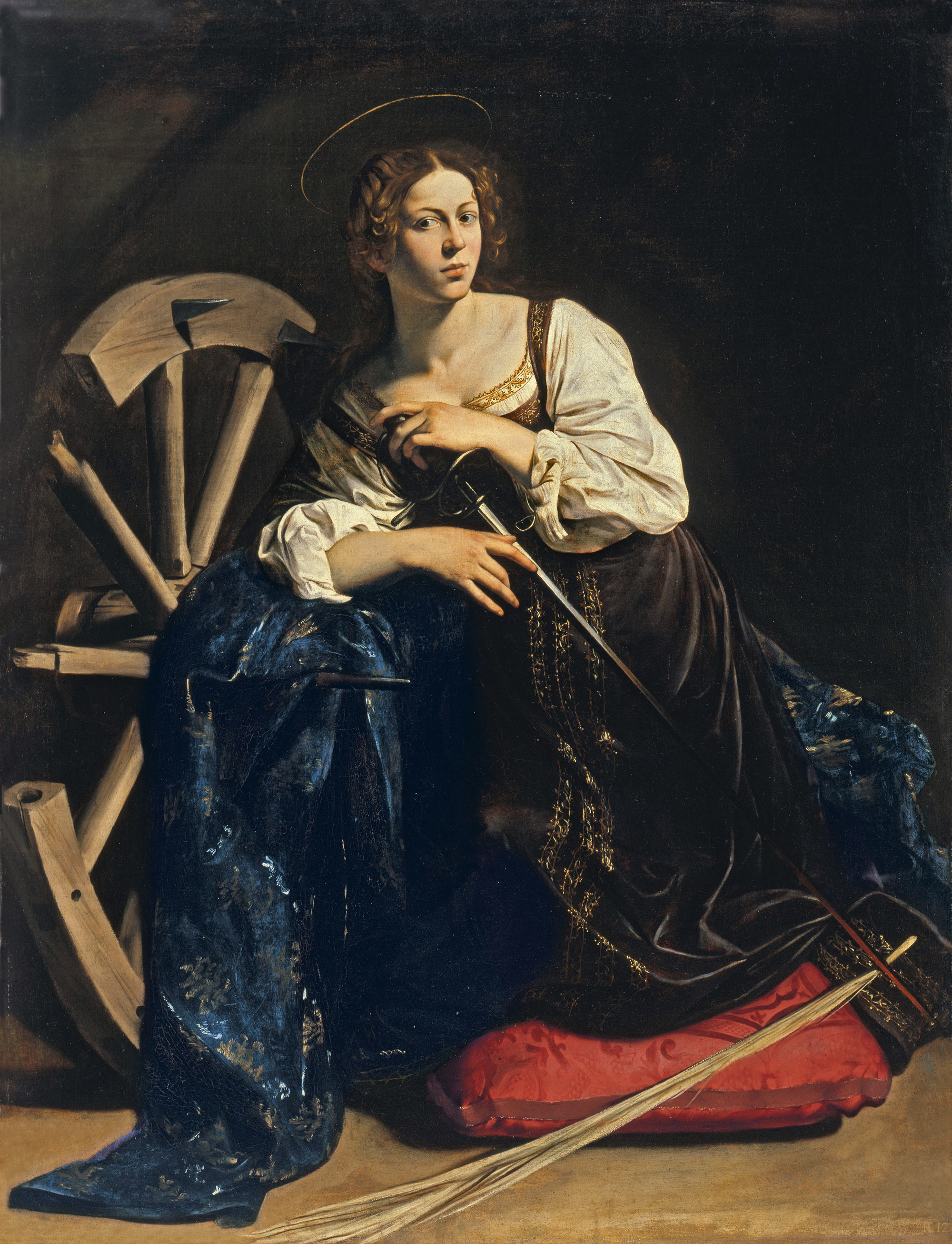
『アレクサンドリアの聖カタリナ』（フィリデ・メランドローニ）1598年 ティッセン＝ボルネミッサ美術館所蔵

マリアはマグダラのマリアの色彩である赤色の服を着ており、カラヴァッジョが『遊女の肖像』（1597年）や『アレクサンドリアの聖カタリナ』（1598年）で採用したものとよく類似したドレスで、『悔悛するマグダラのマリア』（1597年頃）で見られるものと同様にブラウスに刺繍が施されている。

### 図像的源泉
オリゲネスに始まる教父たちの著作は、マルタとマリアをキリスト教信仰の活動的な側面と瞑想的な側面の代表者として確立した。この区別はかつてローマのバルベリーニ・コレクション（Barberini Collection）に収蔵され、レオナルド・ダ・ヴィンチの作とされていたベルナルディーノ・ルイーニの『マルタとマグダラのマリア』（Marta e Maria Maddalena）のような絵画作品で例示された。カラヴァッジョはこの絵画を知っていたと考えられている。

### 分析
絵画はデトロイト美術館によって洗浄され、科学的な調査が実施された。顔料の分析により、鉛白、赤、黄土色、アズライトなどのバロック時代の一般的な顔料の使用が明らかになった。

## 来歴
この絵画はもともとカラヴァッジョの後援者オッタヴィオ・コスタのコレクションにあったと考えられている。1606年8月6日の彼の遺言にはこの記述による絵画が含まれており、モンタルト枢機卿（Cardinale Montalto）の書記リッジェリオ・トリトーニオ（Riggerio Tritonio）が『マルタとマグダラのマリア』か『聖フランシスコ』（San Francesco）のいずれかを選ぶことになっていると述べている。選ばれなかった絵画は、コスタの友人で同僚のジョバンニ・エンリケス・デ・エレーラ（Giovanni Enriquez de Herrera）に贈られることになっていた。後にトリティニオの目録に『聖フランシスコ』が記載されているため、『マルタとマグダラのマリア』はおそらく1606年末にエレーラの手に渡ったと考えられている。
エレーラは1610年3月1日に遺言書を残さないまま死去し、彼の財産は4人の息子に委ねられた。絵画は1620年代までローマにあったと推測されているが、エレーラ家以降の来歴を示す唯一の確かな証拠はキャンバスの裏に残された詳細不明の一族、ニッコロ・パンツァーニ（Niccolò Panzani）、エミリア・パンツァーニ（Emilia Panzani）、アンナ・E・パンツァーニ（Anna E. Panzani）の名前が読み取れる封蝋と碑文である。
20世紀に入り、当時の所有者がロンドンのクリスティーズ（ロット番号21）で競売にかけようとした1971年6月25日までの来歴についてはほとんど知られていない。信頼あるブエノスアイレスの修復家フアン・コラディーニ（Juan Corradini）の修復にもかかわらず、13万ギニーで売れ残った。1973年にデトロイト美術館に購入された。

## 影響
15点もの模写が知られている。本作品に影響を受けてカルロ・サラチェーニは現在は失われた『マルタとマグダラのマリア』（Marta e Maria Maddalena）を、オラツィオ・ジェンティレスキは『妹マリアを叱責するマルタ』（Marta rimprovera Maria）を制作した。

## ギャラリー
ディテール

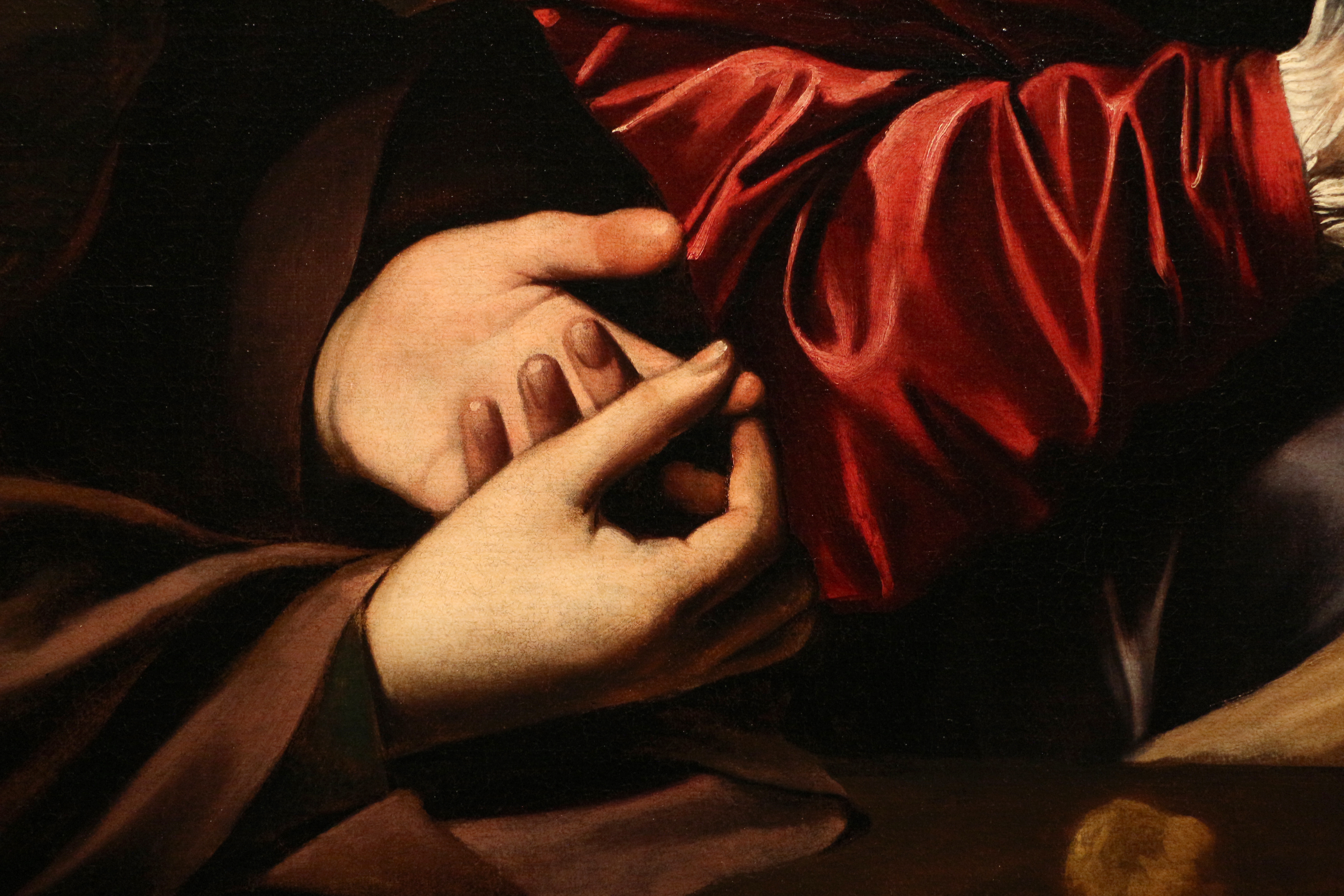
マルタの両手
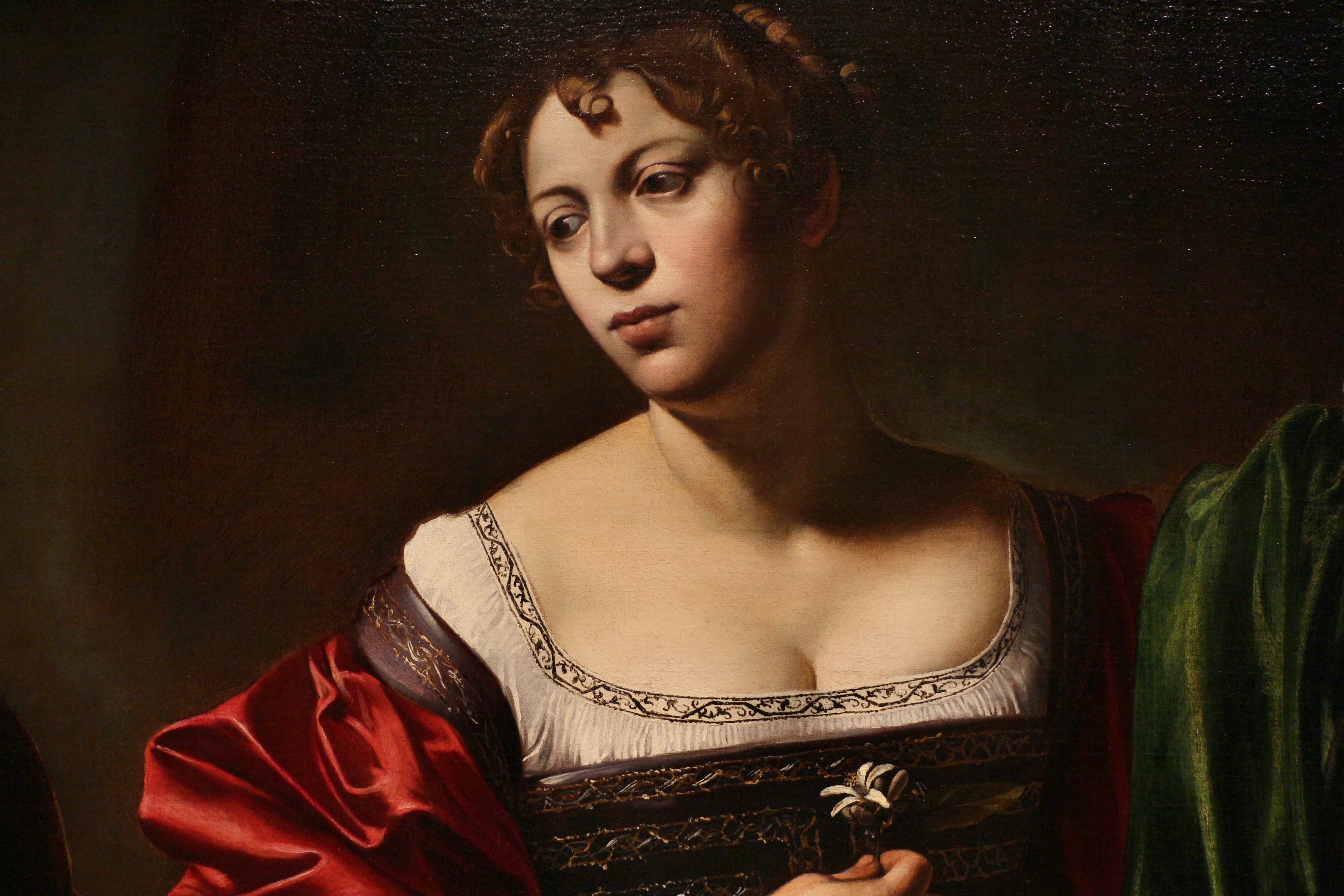
マグダラのマリアの表情と衣装。モデルはフィリデ・メランドローニ
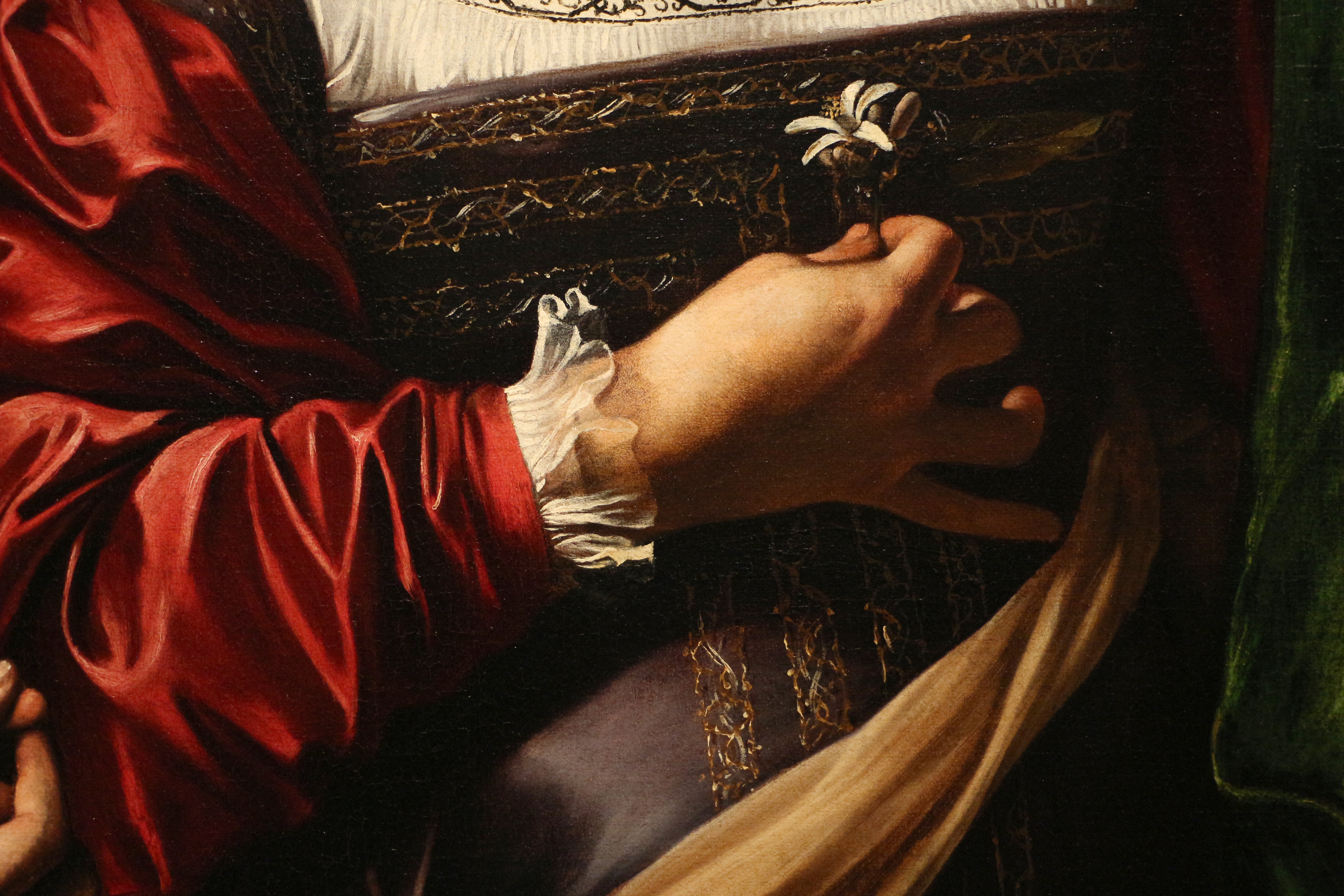
マグダラのマリアの右手の花

関連作品

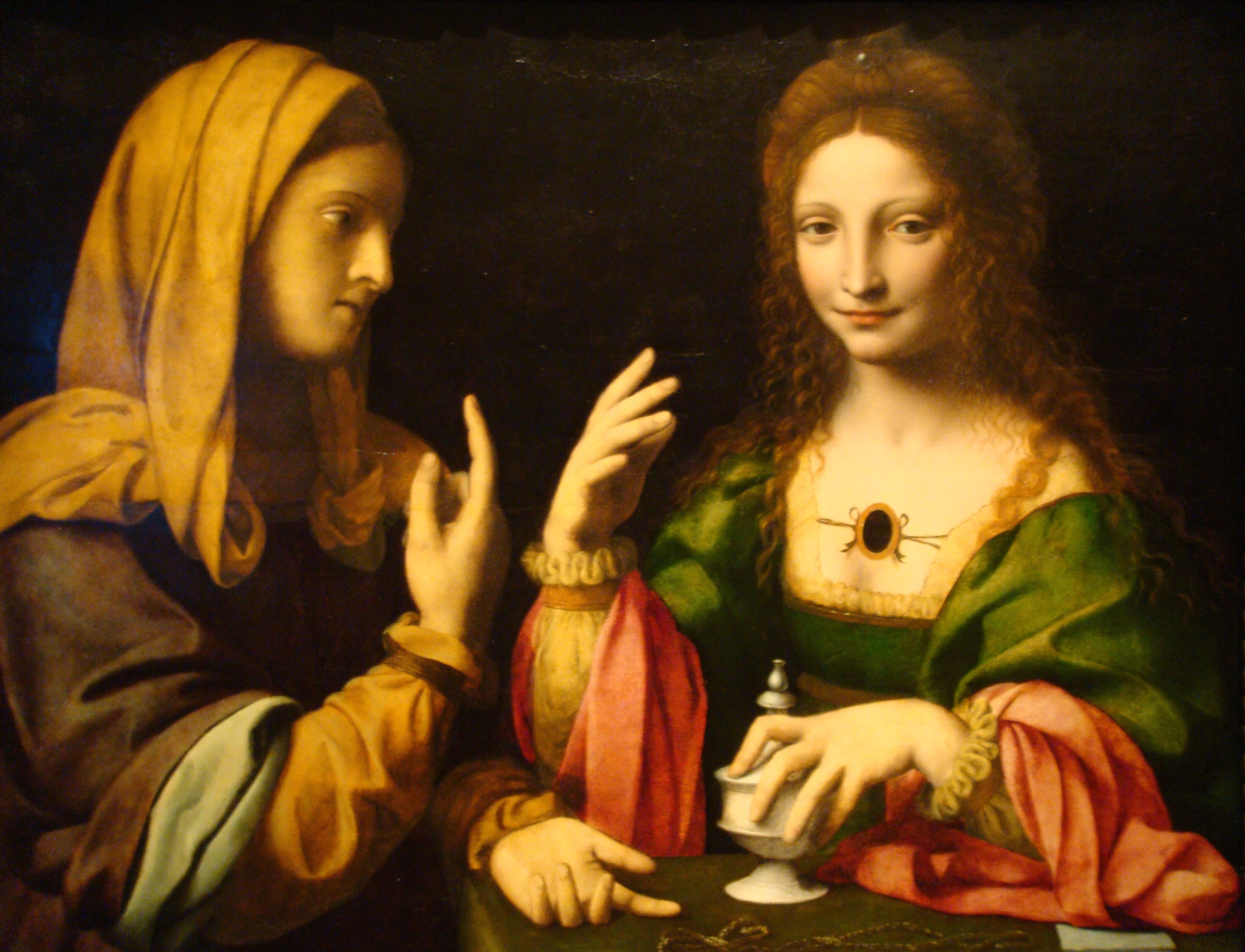
ベルナルディーノ・ルイーニ『マルタとマグダラのマリア』1520年頃 サンディエゴ美術館（英語版）所蔵
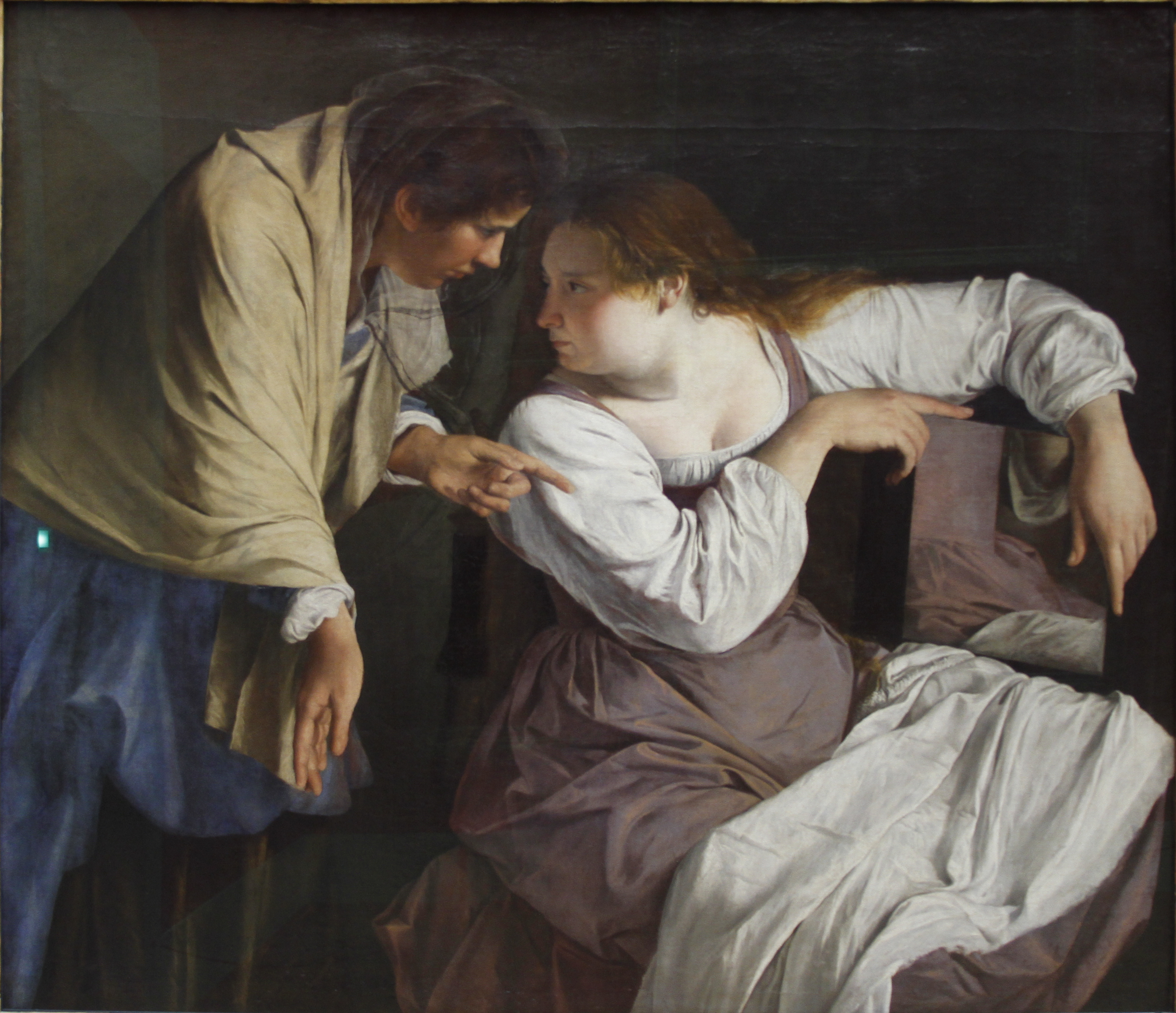
オラツィオ・ジェンティレスキ『妹マリアを叱責するマルタ』1620年頃  アルテ・ピナコテーク所蔵